# Без вести пропавшие 2: Начало
«Без вести пропавшие 2: Начало» (англ. Missing in Action 2: The Beginning) — фильм в жанре боевик 1985 года, снятый режиссёром Лэнсом Хулом. Приквел к фильму «Без вести пропавшие».

## Сюжет
Война во Вьетнаме, 1972 год. При выполнении боевого задания в плен попадает группа американских солдат во главе с полковником Джеймсом Брэддоком. Их считают пропавшими без вести.
Начальник лагеря, расположенного в джунглях, полковник Вин силами военнопленных выращивает опийный мак. Брэддоку необходимо выбраться из лагеря и помочь его товарищам по заключению обрести надежду на выживание.